# Magallanes (prowincja)
Magallanes (hiszp. Provincia de Magallanes) – prowincja w południowym Chile, w centralnej części regionu Magallanes. Przez obszar prowincji przebiega Cieśniny Magellana. Stanowi jedną z czterech prowincji regionu. Siedzibą administracyjną jest miasto Punta Arenas.  

## Podział administracyjny
W skład prowincji wchodzą 4 gminy: Laguna Blanca, Punta Arenas, Río Verde i San Gregorio.

## Demografia
Według spisu powszechnego z 2017 roku prowincję zamieszkiwały 133 282 osoby. W 2002 roku było to 121 675 osób.
Zmiana liczby ludności w latach 1992 - 2002 z uwzględnieniem podziału na gminy:
| Gmina         | 1992    | 2002    | zmiana w % |
| Laguna Blanca | 867     | 663     | -23,5      |
| Punta Arenas  | 113 666 | 119 496 | +5,1       |
| Río Verde     | 335     | 358     | +6,9       |
| San Gregorio  | 1643    | 1158    | -29,5      |